# Convento di Santa Chiara (Pescia)

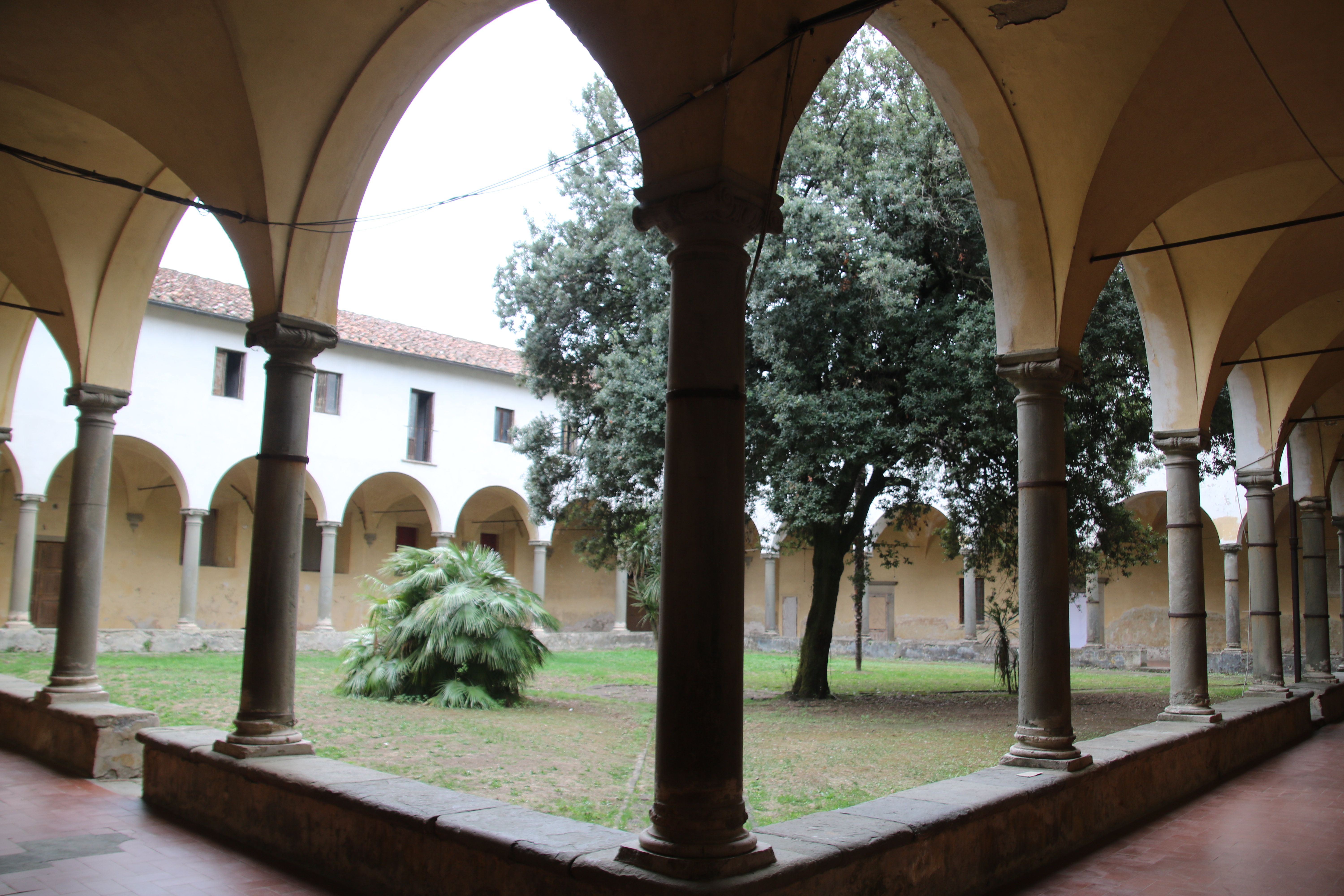
Il chiostro

Il Convento di Santa Chiara è un complesso religioso di Pescia, in provincia di Pistoia.

## Storia
Fu eretto, con la vicina chiesa, nel 1492 dalle monache clarisse nella zona della città che ospitava le case della famiglia Garzoni. Attraverso successivi ampliamenti, il convento inglobò vie e spazi pubblici fino alle mura urbane, annettendo nel suo perimetro anche l'antica Chiesa di San Michelino. Dopo la soppressione degli ordini religiosi da parte del granduca Pietro Leopoldo di Lorena, il convento passò nelle competenze della Diocesi di Pescia, che nel 1821 vi trasferì il seminario vescovile, fino a quel momento nel convento di San Francesco di Paola, in Castello. È rimasto luogo di formazione del clero diocesano fino agli anni '60. Agli inizi degli anni '80, presso la struttura fu inaugurata l'Universitas Coluccio Salutati. Oggi ospita la Caritas diocesana e gli uffici pastorali.

## Descrizione
La chiesa del convento domina la piazza antistante e mostra una facciata settecentesca, alla base della quale si apre un portico con cancellate in ferro battuto. Al centro, incorniciato tra due finestre, è collocato un affresco moderno raffigurante il Cristo seminatore di Franco Del Sarto, realizzato al posto di uno più antico, andato distrutto. L'interno della chiesa mostra un soffitto a capriate tipicamente francescano e altari in stile barocco. Il convento custodisce un grande chiostro di epoca rinascimentale, restaurato nel 1582, e un refettorio nel quale è presente un dipinto raffigurante L'Ultima cena di scuola manierista.